# Campionati europei di atletica leggera 1938 - Salto triplo
Il salto triplo maschile ai campionati europei di atletica leggera 1938 si svolse il 4 settembre 1938.

## Podio
| Oro     | Onni Rajasaari Finlandia  |
| Argento | Jouko Norén Finlandia     |
| Bronzo  | Karl Kotratschek Germania |

## Risultati
| Pos.    | Nome               | Nazionalità | Tempo   | Note                  |
| ------- | ------------------ | ----------- | ------- | --------------------- |
| Oro     | Onni Rajasaari     | Finlandia   | 15.32 m | Record dei campionati |
| Argento | Jouko Norén        | Finlandia   | 14.95 m |                       |
| Bronzo  | Karl Kotratschek   | Germania    | 14.73 m |                       |
| 4       | Ioannis Palamiotis | Grecia      | 14.70 m | Record nazionale      |
| 5       | Vittorio Turco     | Italia      | 14.64 m |                       |
| 6       | Lennart Andersson  | Svezia      | 14.56 m |                       |
| 7       | Franco Bini        | Italia      | 13.96 m |                       |
| 8       | Jean Nichil        | Francia     | 13.88 m | Record nazionale      |
| 9       | Bicoku Sefedin     | Albania     | 13.68 m |                       |
| 10      | Max Roujoux        | Francia     | 13.24 m |                       |
| 11      | François Mersch    | Lussemburgo | 12.93 m |                       |